# Lorenzo Sciavicco
Lorenzo Sciavicco (* 8. Dezember 1938 in Rom, Italien) ist ein italienischer Elektrotechniker und Robotik-Wissenschaftler. Er ist Professor für Robotik an der Universität Rom III. Seine Forschungsgebiete sind die Autonome Robotik, Inverse Kinematik und die Kraftregelung.
Sciavicco zählt zu den führenden italienischen Robotik-Wissenschaftlern und zu den führenden Wissenschaftlern der Kraftregelung bei Robotern.